# كأس أوروبا 1962–63
كأس أوروبا 1962–63 النسخة الثامنة لبطولة دوري أبطال أوروبا بمسماها القديم كأس أوروبا للأندية، فاز بالبطولة فريق اي سي ميلان للمرة الأولى بعد تغلبه على فريق بنفيكا 2-1. أقيمت المبارة النهائية بين الفريقين على ملعب ويمبلي في لندن بتاريخ 27 مايو من عام 1963.
شاركت ألبانيا للمرة الأولى في البطولة.
كأس أوروبا موسم 1962–63 هي النسخة الثامنة لبطولة دوري أبطال أوروبا وبمسماها القديم (كأس أوروبا للأندية) هاي البطولة يقيمه الاتحاد الدولي لكرة القدم كل عام للاندية الابطال لدورياتها وبعض الاندية الوصيفة..وهاي النسخة شهدت مشاركة اندية البانيا  لاول مره من وقت اقامة البطولة ...ابتدت البطولة بتاريخ 12/9/1962 بمشاركة 30 فريق اوروبي... عدد جولات هاي البطولة بلغت 59 جولة وشهدت تسجيل 214 هدف .... اتأهل من الفرق ال30 للدور الربع النهائي 8 اندية هي كل من جالطة سراي من تركيا... ستاد ريمس من فرنسا... حامل لقب النسخة الماضية بنفيكا من البرتغال.... أندرلخت من بلجيكا.... فينورد روتردام من هولندا.... دوكلا براغ من التشيك.... دندي من إسكوتلندا... واخيرا اي سي ميلان من ايطاليا...قرعة دور الربع النهائي خلت او مواجهة بين غلطة سراي واي سي ميلان. وبطاقة التأهل جانت من نصيب ميلان ... بينما خطف نادي فاينورد البطاقة الثانية لنصف النهائي بعد اقصائة لنادي ستاد ريمس .... ثالث بطاقة راحت لنادي بنفيكا الي اخرج دوكلا براغ ... والبطاقة الاخيرة جانت لنادي ديندي الاسكوتلندي بعد فوزه على أندرلخت ذهاباً واياباً...وصلنا لمباريات النصف النهائي لبطولة دوري ابطال اوروبا لموسم 62-63 .. والي جمعت بالطرف الاول كل من  اي سي ميلان وديندي بالمواجهة الاولى ...وفينورد وبنفيكا بالمواجهة الثانية ...اي سي ميلان كدر بكل سهولة ان يقصي ديندي من المنافسة بعد ما حسم مواجهة الذهاب ب5 اهداف مقابل هدف واحد وخرج من مواجهة الاياب بخسارة بنتيجة هدف لصفر .. بينما اتأهل بنفيكا للمباراة النهائية بعد تعادله بمباراة الذهاب امام فينورد سلبياً .. وفوزه بالاياب بنتيجة 3-1 .. وهيج صار عدنا فريقين راح يواجهون بعض بالمباراة النهائية لبطولة دوري الابطال موسم 1962-1963 .. همه حامل لقب النسخة الماضية نادي بنفيكا البرتغالي والقادم بقوة لكتابة التأريخ اي سي ميلان الايطالي ....
أقيمت المبارة النهائية بين الفريقين على ملعب ويمبلي في لندن بتاريخ 27 /5/  1963.. بين اي سي ميلا وبنفيكا ...وبحضور جماهيري يقدر ب 45700 مشجع ... اول اهداف اللقاء اجى بالدقيقة 19 لنادي بنفيكا عن طريق اسطورة كرة القدم اوزيبيو ... بهذا الهدف انتهى الشوط الاول ,,, بالشوط الثاني اتغيرت  موازين المباراة  حيث عادل اللاعب خوسيه التافيني النتيجة بالدقيقة 58 .. وبعد 11 دقيقة اضاف نفس اللعب هدف ثاني لاي سي ميلان وبنتيجة 2-1 لصالح ميلان الايطالي انتهت المباراة النهائية لدوري الابطال ( كأس اوروبا للاندية ) واتوج على اثر هاي النتيجة نادي اي سي ميلان باللقب الاول لهاي البطولة في تأريخه ,,,,
بقلم . برزان عبد الغني

## الدور التمهيدي
| فريق1          | نتيجة إجمالية | فريق2            | الذهاب | الإياب |
| -------------- | ------------- | ---------------- | ------ | ------ |
| إيه سي ميلان   | 0-14          | يونيون لوكسمبورغ | 8–0    | 6–0    |
| فلوريانا       | 14-1          | إيبسويتش تاون    | 1–4    | 0–10   |
| دينامو بوخارست | 4-1           | غلطة سراي        | 1–1    | 0–3    |
| بولونيا بايتوم | 2-6           | باناثينايكوس     | 2–1    | 4–1    |
| سسكا صوفيا     | 2-6           | بارتيزان         | 2–1    | 4–1    |
| ريال مدريد     | 4-3           | رويال أندرلخت    | 3–3    | 0–1    |
| شيلبورن        | 7-1           | سبورتينغ لشبونة  | 0–2    | 1–5    |
| دندي           | 5-8           | كولن             | 8–1    | 0–4    |
| سيرفيت         | 4-4           | فاينورد          | 1–3    | 3–1    |
| فريدريكستاد    | 11-1          | فاساس            | 1–4    | 0–7    |
| أوستريا فيينا  | 3-7           | اتش آي اف كي     | 5–3    | 2–0    |
| فرانكفورت      | 4-0           | دوكلا براغ       | 0–3    | 0–1    |
| لينفيلد        | 2-1           | إيسبيرغ          | 1–2    | 0–0    |
| نورشوبينغ      | 1-3           | بارتيزاني تيرانا | 2–0    | 1–1    |